# بروميد الفسفوريل
بروميد الفوسفوريل (أو أوكسي بروميد الفوسفور) هو مركب كيميائي من البروم والأكسجين والفوسفور ينتمي إلى هاليدات الفوسفوريل، صيغته POBr3، ويوجد على شكل صلب أبيض إلى أصفر.

## التحضير
يحضر المركب من تفاعل خماسي بروميد الفوسفور مع خماسي أكسيد الفوسفور:
{\displaystyle \mathrm {6\ PBr_{5}+P_{4}O_{10}\longrightarrow 10\ POBr_{3}} }

## الخواص
يوجد المركب في الشروط القياسية على شكل صلب بلوري ذي لون أبيض إلى أصفر، وهو يتفاعل مع الماء ليعطي حمض الفوسفوريك وحمض الهيدروبروميك.